# Tonga Lea'aetoa
Pas d'image ? Cliquez ici

a Compétitions nationales et continentales officielles uniquement.

b Matchs officiels uniquement.
Dernière mise à jour le 2 novembre 2015.
Tonga Sinih'olani Ofahen'gaue Lea'aetoa, plus simplement connu comme Tonga Lea'aetoa, né le 4 mars 1977 à Auckland (Nouvelle-Zélande), est un ancien joueur international tongien de rugby à XV, ayant évolué au poste de pilier (1,83 m pour 125 kg).

## Carrière

### Clubs successifs
- 1997 : Auckland Rugby Football Union  Nouvelle-Zélande
- Northern Suburbs  Australie
- 2004-2005: Nottingham  Angleterre
- 2005-2006: Section paloise  France
- 2006-2009: London Irish  Angleterre
- 2009-2010 : RC Toulon  France
- 2010-2011 : Aviron bayonnais  France
- 2011-2014 : US Romans Péage  France

Il est aujourd'hui entraîneur dans le club australien d'Hunters Hill en seconde division du championnat de Nouvelle-Galles du Sud.

## Palmarès

### En club
- Finaliste du Championnat d'Angleterre de rugby à XV en 2009

### Équipe nationale
- Il a honoré sa première cape internationale le 30 novembre 2002 contre la Papouasie-Nouvelle-Guinée (47-14 pour l'équipe de Tonga).
- 25 sélections
- 1 essai
- 5 points
- Sélections par années : 2 en 2002, 8 en 2003, 2 en 2005, 6 en 2006 , 3 en 2008, 5 en 2011
- Participation à la coupe du monde en 2003 : 4 sélections (Italie, Pays de Galles, All Blacks, Canada).

### Pacific Islanders
- 1 sélection
- Sélections par années : 1 en 2008